# 양주 청련사 관음보살좌상 및 복장물
양주 청련사 관음보살좌상 및 복장물(楊州 靑蓮寺 木造觀音菩薩坐像 및 腹藏物)은 대한민국 경기도 양주시 장흥면, 청련사에 있는 불상 1구와 복장물 8점이다. 2018년 4월 30일 문화재 지정 예고를 거쳐, 2018년 9월 10일 경기도의 유형문화재 제337호로 지정되었다.

## 지정 사유
관음보살상에서 나타나는 조형적 특징에서 조성 시기를 1651년으로 추정된다. 보존상태가 양호할 뿐 아니라 조성발원문을 통해 제작시기를 추정할 수 있는 등 조선후기 불교조각사 연구에 매우 귀중한 자료이다.

## 같이 보기
- 청련사

## 참고 문헌
- 양주 청련사 관음보살좌상 및 복장물 - 국가유산청 국가유산포털